# Eduardo Zambrano
Eduardo Zambrano (Esmeraldas, 21 gennaio 1970) è un ex calciatore ecuadoriano, di ruolo centrocampista.